# بانک جاناتا
بانک جاناتا (بنگالی: জনতা ব্যাংক লিমিটেড) شرکت خدمات مالی و بانکداری بنگلادشی است، که در سال ۱۹۷۱ تأسیس شد.